# Sentice
Sentice (en allemand : Sentitz) est une commune du district de Brno-Campagne, dans la région de Moravie-du-Sud, en République tchèque. Sa population s'élevait à 643 habitants en 2020.

## Géographie
Sentice se trouve à 7 km à l'ouest-nord-ouest de Kuřim, à 18 km au nord-ouest de Brno et à 168 km à l'est-sud-est de Prague.
La commune est limitée par Hradčany au nord, par Čebín à l'est, par Chudčice et Veverská Bítýška au sud, et par Lažánky et Heroltice à l'ouest.

## Histoire
La première mention écrite de la localité date de 1358.